# Torture Tactics
Torture Tactics — міні-альбом шведського гурту The Resistance, виданий 27 лютого 2015 року лейблом EarMusic. Реліз включає в себе 6 нових треків гурту та 4 композиції, що зустрічалися у попередніх роботах команди.
На пісню «Dead» було зроблено офіційне лірик-відео, що побачило світ 17 лютого 2015 року — за 10 днів до виходу альбому.

## Список пісень
| #   | Назва              | Тривалість |
| --- | ------------------ | ---------- |
| 1.  | «For War»          | 2:11       |
| 2.  | «Dead»             | 3:11       |
| 3.  | «Cowards»          | 2:20       |
| 4.  | «Deception»        | 1:41       |
| 5.  | «The Burning»      | 1:22       |
| 6.  | «Dying Words»      | 2:52       |
| 7.  | «Slugger»          | 3:00       |
| 8.  | «Expand to Expire» | 3:03       |
| 9.  | «Face to Face»     | 4:00       |
| 10. | «I Bend You Break» | 3:40       |

## Склад гурту
- Марко Аро — вокал
- Єспер Стремблад — гітара
- Гленн Юнгстрем — гітара
- Крістофер Баркенше — ударні
- Роб Гакемо — бас-гітара